# Cyclolobium claussenii
Cyclolobium claussenii är en ärtväxtart som beskrevs av George Bentham. Cyclolobium claussenii ingår i släktet Cyclolobium, och familjen ärtväxter. Inga underarter finns listade i Catalogue of Life.